# John Henry Lake
John Henry Lake fue un deportista estadounidense que compitió en ciclismo en la modalidad de pista.
Participó en los Juegos Olímpicos de París 1900, obteniendo una medalla de bronce en la prueba de velocidad individual. Ganó una medalla de plata en el Campeonato Mundial de Ciclismo en Pista de 1900.

## Medallero internacional
| Juegos Olímpicos   | Juegos Olímpicos | Juegos Olímpicos  | Juegos Olímpicos         |
| Año                | Lugar            | Medalla           | Competición              |
| ------------------ | ---------------- | ----------------- | ------------------------ |
| 1900               | París (Francia)  | Medalla de bronce | Velocidad individual     |
| Campeonato Mundial |                  |                   |                          |
| Año                | Lugar            | Medalla           | Competición              |
| 1900               | París (Francia)  | Medalla de plata  | Velocidad individual (A) |